# WEB
Pour les articles homonymes, voir Web (homonymie).
| Sigles de 2 caractères   |
| ► Sigles de 3 caractères |
| Sigles de 4 caractères   |
| Sigles de 5 caractères   |
| Sigles de 6 caractères   |
| Sigles de 7 caractères   |
| Sigles de 8 caractères   |

WEB est un langage de programmation informatique dérivé de Pascal créé par Donald E. Knuth et notamment utilisé pour coder TeX et Metafont. C'est une des premières implémentations de ce que Knuths appelle «  programmation littéraire  », dans lequel un texte descriptif est écrit et comprend le code informatique plutôt que l’inverse (habituellement le code contient le texte descriptif), de manière à être plus pratique à lire au lieu d’être organisé selon l’ordre requis par le compilateur.
En résumé : avec WEB, le code a été arrangé pour que l'utilisateur puisse comprendre. Avec Pascal, il a été arrangé pour que l'ordinateur puisse comprendre.
WEB est composé de deux logiciels  : TANGLE, qui produit du code Pascal compilable à partir des sources WEB, et WEAVE, qui produit des documents TeX.
Des versions dérivées comme CWEB ou Web2C, utilisé dans plusieurs distributions TeX, permettent de traduire le code WEB en C.